# Bučanov graben (Martuljek)
Bučanov Graben je gorski potok, ki svoje vode zbira v Martuljških gorah (severno od gore Špik oz. vzhodno od gore Kurji vrh (1762 m) v Julijskih Alpah. Potok se nad Spodnjim Martuljškim slapom pridruži potoku Martuljek, ki se pri naselju Gozd Martuljek kot desni pritok izliva v Savo Dolinko.